# Halifax (Virginia)
Halifax es una localidad del Condado de Halifax, Virginia, Estados Unidos. Según el censo de 2000 tenía una población de 1.389 habitantes y una densidad de población de 141.1 hab/km².

## Demografía
Según el censo de 2000, había 1.389 personas, 523 hogares y 348 familias residiendo en la localidad. La densidad de población era de 141,1 hab./km². Había 583 viviendas con una densidad media de 59,2 viviendas/km². El 62,71% de los habitantes eran blancos, el 36,14% afroamericanos, el 0,07% amerindios, el 0,14% asiáticos, el 0,29% de otras razas y el 0,65% pertenecía a dos o más razas. El 0,94% de la población eran hispanos o latinos de cualquier raza.
Según el censo, de los 523 hogares en el 24,1% había menores de 18 años, el 51,1% pertenecía a parejas casadas, el 14,0% tenía a una mujer como cabeza de familia y el 33,3% no eran familias. El 31,2% de los hogares estaba compuesto por un único individuo y el 13,0% pertenecía a alguien mayor de 65 años viviendo solo. El tamaño promedio de los hogares era de 2,29 personas y el de las familias de 2,83.
La población estaba distribuida en un 18,9% de habitantes menores de 18 años, un 8,2% entre 18 y 24 años, un 28,2% de 25 a 44, un 25,6% de 45 a 64 y un 19,1% de 65 años o mayores. La media de edad era 42 años. Por cada 100 mujeres había 99,3 hombres. Por cada 100 mujeres de 18 años o más, había 99,6 hombres.
Los ingresos medios por hogar en la localidad eran de 34.871 dólares ($) y los ingresos medios por familia eran 46.250 $. Los hombres tenían unos ingresos medios de 26.538 $ frente a los 21.167 $ para las mujeres. La renta per cápita para la ciudad era de 18.571 $. El 8,4% de la población y el 10,4% de las familias estaban por debajo del umbral de pobreza. El 4,2% de los menores de 18 años y el 9,8% de los habitantes de 65 años o más vivían por debajo del umbral de pobreza.

## Geografía
Según la Oficina del Censo de los Estados Unidos, Halifax tiene un área total de 9,9 km² de los cuales 9,8 km² corresponden a tierra firme y 0,1 km² a agua. El porcentaje total de superficie con agua es 0,52%.